# ミハイル・ポクロフスキー
ミハイル・ニコラエヴィチ・ポクロフスキー（ロシア語: Михаи́л Никола́евич Покро́вский, ラテン文字転写: Mikhail Nikolaevich Pokrovsky、1868年8月29日－1932年4月10日）は、ソビエト連邦時代のロシアの歴史家。

## 経歴
1868年、モスクワ生まれ。州議会議員の家庭であった。1891年にモスクワ大学史文学部を卒業、1905年にロシア社会民主党に入党し、ボルシェヴィキに所属する。1906年に党のモスクワ市委員、1907年に中央委員となる。1909年にパリに亡命し、研究活動や党機関紙である「ナシェ・スローヴォ」の編集・在外党学校講師の仕事に従事する。1917年にロシア革命が始まってから帰国し、ボルシェヴィキでもなくメンシェヴィキでもない「メジライオンカ」と称されたグループに所属した。「イズヴェスチア」紙の編集委員をへて、十月革命後はモスクワ・ソヴィエト議長となり、ブレスト・リトフスク講和の会議にも出席している。1929年からは科学アカデミーの正会員、社会主義アカデミーの初代総裁、ソヴィエト史学の重鎮として外交文書・革命資料の編集や諸種の雑誌の編集、後進である歴史家の養成にあたった。
その死後になってロシア共産党から除名されたが、スターリン批判後の1962年に名誉回復され、1967年には著作集4巻が公刊された。

## 思想と業績、学説
ポクロフスキー以前に史的唯物論をロシア史に全面的に適用した歴史家はいなかったため、ロシア史の解説者としての権威をレーニンに認められることとなる。
ポクロフスキーは、封建制ロシアを解体する歴史カテゴリーとして「商業資本」をあげた。ロシアにおける資本主義的生産の先行者としての「商業資本」の存在、「商業資本」がロシア帝国の形成に与えた影響を大きく見積もったことはポクロフスキー史学の特徴である。例えば、16世紀社会のモスクワ国家に「商業資本」を蓄えた市民が存在し、教会や大貴族と対立できるほどの階級になっていたとか、ボリス・ゴドゥノーフが「商業資本」の権化であった、という把握の仕方である。この史観は、ロシア資本主義が封建制の後に商業資本・産業資本の支配というヨーロッパと同一の発達段階をふんでいることが前提とされ、
1. ロシア史の発展には特殊性はない
2. ロシアにおけるブルジョアジーとプロレタリアートに「後進性」はありえない

という意味もふくんでいる。そのため、ポクロフスキーは「ロシア資本主義が後進的であったために、かえってプロレタリア独裁を実現することができた」という主張していたレフ・トロツキーを批判し、資本主義の基盤とポクロフスキーが考えた「商業資本」を実態以上に誇張した。歴史の発展段階を厳格に序列化し、事件の経済的契機を重く見る傾向は、機械主義・図式主義・経済的唯物論という評語にふさわしい。1930年になってポクロフスキーは、工業プロレタリアートが四散して弱体化したロシアで革命は前進し続けられるかという問いについて、「客観的条件」がロシアに欠けていることを認めた。このことは、彼が自らの経済的唯物論の限界を告白したに等しい。
ロシア社会民主党の精神的伝統を引き継いで、ポクロフスキーは帝政ロシアまでの過去を否定し、ロシア史の暗黒面を暴露し、大ロシア人が他民族を征服し略奪した事実を強調した。スターリン時代にポクロフスキーが学界から葬られていたのは、スターリンの一国社会主義によってロシア国家への誇り・忠誠が求められた際、こうしたポクロフスキーの反国家的な傾向は排撃されるべき考え方とみなされたためである。

## 主著
- 『最古代ロシア史』（Русская история с древнейших времен до смутного времени, 4巻、1896—1899年）
- 『簡略ロシア史』（Русская история в самом сжатом очерке, 3巻、1920—1923年、『ロシア史』I・II・IIIとして、勁草書房から翻訳・出版された）
- 『ロシア文化史概説』（Очерк истории русской культуры 1 изд, 1915—1918年）
- 『19世紀および20世紀におけるロシア革命運動史概論』（Очерки по истории революционного движении России вXIX и XX, 3巻、1925－1927年）
- 『十月革命』（Октябрьская революция. Сб. статей, 1929年）
- 『著作集』（Избранные произведения, 1965—1967年）